# アルファ&DJ TASAKA
アルファ&DJ TASAKA（アルファアンドディージェイ・タサカ）はアルファとDJ TASAKAによるヒップホップユニットである。

## メンバー
- アルファ

TSUBOI
WADA
DJ SUZUKI
- DJ TASAKA

## ディスコグラフィ

### シングル
- エクスタシー温泉（2002年4月17日）

アルファのメジャーデビューシングルでもある。
明治後半から昭和初期の粋談（芸人）の柳家三亀松（やなぎやみきまつ）の声をサンプリングしておりジャケットにも顔写真を使っている。

### アルバム
- ホットカプセル（2006年4月12日）

1. モンキーダンス
2. エクスタシー温泉2006
3. グッドモーニング
4. わがまま飯店
5. 招かれざる客
6. ムリだなTOKYO
7. 南海エアロプレーン
8. ミカサスカサ
9. ほえろ！妥協しません隊モテレンジャー
10. バディバディムービン